# Patricia McMahon Hawkins

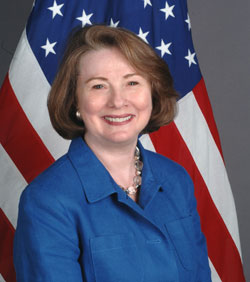
Patricia McMahon Hawkins.

Patricia McMahon Hawkins é uma oficial do serviço diplomático dos Estados Unidos e membro do Departamento de Estado dos Estados Unidos. Ela foi embaixadora dos Estados Unidos entre 2008-2011.
Patricia nasceu na Pensilvânia. Ela é formada na East Stroudsburg University of Pennsylvania com um grau de bacharel em educação. Ela também estudou francês na Universidade de Georgetown.